# Miro Cerar
Miro Cerar (conocido también como Miroslav Cerar Jr.) nacido el 25 de agosto de 1963 en Liubliana, es un abogado y político esloveno, primer ministro de Eslovenia desde el 18 de septiembre de 2014. Fue elegido Ministro de Relaciones Exteriores de Eslovenia en el gobierno de Marjan Šarec en 2018, ejerciendo como tal hasta 2020.
Cerar es hijo de Miroslav Cerar, doble medallista olímpico en gimnasia y abogado esloveno, y de Zdenka Cerar, exministra de Justicia y fiscal general de ese mismo país.
Fue catedrático de la Facultad de Derecho de la Universidad de Liubliana, y asesor legal del Parlamento de Eslovenia.
Tras la dimisión en mayo de 2014 del anterior Gobierno de Eslovenia, liderado por Alenka Bratušek, creó un nuevo partido político (exactamente el 2 de junio), y anunció que se presentaba como candidato para convertirse en el nuevo primer ministro de Eslovenia. El nuevo partido se llama Stranka Mira Cerarja (Partido de Miro Cerar, SMC). 
Cerar abogó en su campaña electoral por "devolver la moral a la política", e ir en contra rotundamente de la corrupción política. Pero como él mismo ya ha avanzado "nuestro partido tiene como objetivo que Eslovenia cumpla con sus obligaciones con la Unión Europea, pero buscaremos nuestras propias fórmulas para lograrlo de la mejor manera posible para Eslovenia", da a pensar que no va a seguir la misma senda de medidas que han llevado sus antecesores al cargo. 
En las elecciones de Eslovenia de 2014, el Stranka Mira Cerarja obtuvo 36 de los 90 escaños del Parlamento de Eslovenia, con el 35% del electorado.